# Ângela Sousa
Ângela Maria Correa de Sousa (Ilhéus, 15 de diciembre de 1952) es una política brasileña, que pertenece al Partido Social Cristiano Brasileño.
Fue viceprefecta de Ilhéus, en el gobierno del prefecto Jabes Ribeiro, y candidata derrotada a la Prefectura, en 2004 (llegó en 3º lugar).
En 2006, fue elegida diputada estadual como única representante de la ciudad, con cerca de 27 mil votos. 
En 2010, fue reelegida para el cargo en la Asamblea Legislativa de Bahía, con más de 40 mil votos.

## Honores
- Presidenta de la Comisión de Infraestructura de la Asamblea Legislativa de Bahia.[3]